# Ivan Katalinić
Ivan Katalinić (Trogir, 1951. május 17. –) horvát származású jugoszláv válogatott labdarúgókapus, edző.

## Pályafutása

### Játékosként

#### Klubcsapatokban
Katalinić labdarúgó-pályafutását szülővárosának csapatában, a HNK Trogirban kezdte el. 1970 és 1980 között százhuszonöt jugoszláv bajnoki mérkőzésen védte a Hajduk Split kapuját, amellyel négy jugoszláv bajnoki címet és öt jugoszláv kupagyőzelmet ünnepelt. 1980 és 1983 között az angol élvonalbeli Southampton hálóőre volt, negyvennyolc alkalommal szerepelt bajnoki mérkőzésen. 1983-ban visszaigazolt a Hajduk Split csapatához, a labdarúgó-pályafutását egy évvel azután fejezte be.

#### Válogatott
1977 és 1978 között tizenhárom alkalommal lépett pályára a jugoszláv labdarúgó-válogatottban.

### Edzőként
Katalinić 1983 és 1993 között a Hajduk Split másodedzőjeként dolgozott, majd 1993 és 1995 között a csapat vezetőedzője lett; irányítása alatt ebben az időszakban a klubbal kétszer-kétszer lett horvát bajnok, kupa-, valamint szuperkupagyőztes. Katalinić 1995 és 1996 között számos csapatnál megfordult edzőként, még külföldön is; Bosznia-Hercegovinában, Albániában, Ukrajnában, Izraelben, Bahreinben, Szaúd-Arábiában is edzett csapatokat, 2006-ban a Dunaújváros vezetőedzője volt. Utolsó csapata 2016-ban a HNK Šibenik volt.

## Sikerei, díjai

### Játékosként
Hajduk Split :
- Jugoszláv labdarúgó-bajnokság győztes: 1970–71, 1973–74, 1974–75, 1978–79
- Jugoszláv labdarúgókupa győztes: 1972, 1973, 1974, 1976, 1977

### Edzőként
Hajduk Split :
- Horvát labdarúgó-bajnokság győztes: 1993–94, 1994–95
- Horvát labdarúgókupa győztes: 1992–93, 1994–95
- Horvát labdarúgó-szuperkupa győztes: 1993, 1994, 2004